# س. ألفونسو سميث
س. ألفونسو سميث (بالإنجليزية: C. Alphonso Smith)‏ هو كاتب أمريكي، ولد في 28 مايو 1864 في غرينزبورو في الولايات المتحدة، وتوفي في 13 يونيو 1924 في أنابولس في الولايات المتحدة.